# Аполлон-5
«Аполло́н-5» (англ. Apollo 5) — второй запуск космического корабля серии «Аполлон» с лунным модулем на борту. Экспериментальный полёт проходил в беспилотном режиме.

## Задачи полёта
Миссия Аполлона-5 заключалась в испытании лунного модуля в условиях открытого космоса. В частности, проверке подверглись двигательные установки модуля, которые имели отсоединяющиеся ступени для высадки и для подъёма. При этом, посадочная ступень была первой, где применялся ракетный двигатель с регулируемой тягой.

## Эмблема
На эмблеме показан лунный модуль во время сброса посадочной ступени. Справа от модуля изображена Луна. Эмблему для данного проекта создали в компании Grumman Aircraft, которая спроектировала и построила лунный модуль, предназначенный для высадки людей на поверхность Луны.

## Полёт
Ракета-носитель «Сатурн-1Б SA-204» с лунным кораблём (общий вес — 14 380 кг) стартовала 22 января 1968 года в 22:48:09 UTC. Корабль достиг орбиты ИСЗ с высотой в перигее 163 км, в апогее — 222 км. После отделения лунного модуля от адаптера модуль оказался на орбите167 х 222 км.
В рамках испытаний предусматривалось два раза задействовать жидкостный ракетный двигатель посадочной ступени лунного корабля, произвести разделение ступеней лунного корабля, смоделировать условия работы двигательной установки при взлёте второй ступени с поверхности Луны.
Первое включение ЖРД оказалось неудачным: двигатель проработал всего 4 секунды вместо запланированных 38 секунд. Два последующих включения прошли нормально. Испытания взлётной двигательной установки после отделения посадочной ступени также прошли успешно. Лётные испытания лунного корабля на орбите ИСЗ продолжались 8 часов.